# Championnat d'Afrique féminin de volley-ball des moins de 20 ans
 (juin 2025).
Le Championnat d'Afrique de volley-ball féminin des moins de 20 ans est une compétition réservée aux équipes nationales des moins de 20 ans, elle se déroule tous les deux ans et est organisée par la Confédération Africaine de Volleyball.

## Palmarès détaillé

### Premières éditions
La première édition s'est déroulée en aout 1986 à Sétif en Algérie avec seulement deux pays engagés. L'Égypte remporte ses deux matchs face à l'Algérie, :
- vendredi 15 aout 1986 :  Algérie 2-3  Égypte
- lundi 18 aout 1986 :  Égypte 3-0  Algérie

La troisième édition s'est déroulée en juillet 1990 à Kélibia en Tunisie. Parmi les résultats, l'Égypte s'impose deux fois face à la Tunisie, le second match disputé le jeudi 26 juillet 1990 s'étant soldé par une victoire 3-0 (15-11; 15-12 et 15-06).

### Depuis 2002
| 2002 Détails | Sidi Bou Saïd | Algérie | TTR         | Égypte     | Tunisie  | TTR   | Sénégal    |
| 2004 Détails | Abuja         | Égypte  | TTR         | Nigeria    | Sénégal  | NC    |            |
| 2006 Détails | Alexandrie    | Égypte  | TTR         | Seychelles | Tunisie  | TTR   | Sénégal    |
| 2008 Détails | Nairobi       | Égypte  | TTR         | Tunisie    | Kenya    | TTR   | Seychelles |
| 2010 Détails | Kélibia       | Égypte  | TTR         | Tunisie    | Algérie  | TTR   | Rwanda     |
| 2013 Détails | Abuja         | Égypte  | TTR         | Algérie    | Nigeria  | NC    |            |
| 2015 Détails | Le Caire      | Égypte  | TTR         | Algérie    | Kenya    | NC    |            |
| 2017 Détails | Le Caire      | Égypte  | 3 – 0 3 – 1 | Tunisie    |          | NC    |            |
| 2018 Détails | Nairobi       | Égypte  | 3 – 0       | Rwanda     | Cameroun | 3 – 1 | Nigeria    |

## Tableau des médailles
| Rang  | Nation     | Or | Argent | Bronze | Total |
| ----- | ---------- | -- | ------ | ------ | ----- |
| 1     | Égypte     | 8  | 1      | 0      | 9     |
| 2     | Algérie    | 1  | 2      | 1      | 4     |
| 3     | Tunisie    | 0  | 3      | 2      | 5     |
| 4     | Nigeria    | 0  | 1      | 1      | 2     |
| 5     | Rwanda     | 0  | 1      | 0      | 1     |
| 5     | Seychelles | 0  | 1      | 0      | 1     |
| 7     | Kenya      | 0  | 0      | 2      | 2     |
| 8     | Cameroun   | 0  | 0      | 1      | 1     |
| 8     | Sénégal    | 0  | 0      | 1      | 1     |
| Total | Total      | 9  | 9      | 8      | 26    |